# حسام‌الدین سیندوروک
حسام‌الدین سیندوروک (انگلیسی: Hüsamettin Cindoruk؛ زادهٔ ۸ ژوئن ۱۹۳۳) سیاست‌مدار اهل ترکیه است. وی از ۱۷ آوریل ۱۹۹۳ تا ۱۶ مه ۱۹۹۳ رئیس‌جمهور موقت ترکیه بود.